# Telipogon lehmannii
Telipogon lehmannii är en orkidéart som beskrevs av Rudolf Schlechter. Telipogon lehmannii ingår i släktet Telipogon och familjen orkidéer. Inga underarter finns listade i Catalogue of Life.